# Julian Winn
Julian John Winn (Abergavenny, 23 september 1972) is een voormalig Brits wielrenner. Hij vertegenwoordigde Groot-Brittannië op de Olympische Spelen 2004 in Athene, waar hij voortijdig afstapte in de wegwedstrijd. De Welshman was ook actief als veldrijder en baanwielrenner.

## Palmares
2000
- An Post Rás

2002
- Brits kampioen op de weg

2003
- Grand Prix de Villers-Cotterêts

2004
- 1e, 2e, 3e en 6e etappe UAE Emirates Post Tour
- Archer International Grand Prix

2006
- 3e etappe Ronde van Siam

## Resultaten in grote ronden
| Jaar | Ronde van Italië | Ronde van Frankrijk | Ronde van Spanje |
| ---- | ---------------- | ------------------- | ---------------- |
| 2003 | 82e              |                     |                  |